# Mama K's Team 4
Mama K's Team 4 (estilizado MAMA K'S TEAM 4) es una próxima serie de televisión animada de superhéroes de que se estrenará en Netflix en 2024.

## Sinopsis
Mama K's Team 4 sigue la historia de "cuatro adolescentes superhéroes, que viven en un escenario alternativo futurista de Lusaka, Zambia. Más tarde son reclutadas por un agente secreto retirado, para ayudar a salvar el mundo".

## Producción

### Desarrollo
El 16 de abril de 2019, se anunció que Netflix le había dado a la producción un pedido de serie para una primera temporada. La serie es creada por Malenga Mulendema, quien es acreditada como productora ejecutiva y escritora. Las compañías de producción involucradas en la serie estaban programadas para consistir en Cake Entertainment, Triggerfish Animation Studios y Superprod Studio.